# Gévora (Badajoz)
Gévora (ou Xévora em português), até 2011 oficialmente chamada Gévora del Caudillo, é uma aldeia e pedanía (entidade local menor) do município de Badajoz, Espanha, na comunidade autónoma da Estremadura. Em 2013 tinha 2 384 habitantes.
Situada 7 km a nordeste do centro de Badajoz, entre os rios Xévora e Guadiana, numa zona muito desenvolvida em termos agrícolas devido às extensas infraestrutura de irrigação, é uma das localidades criadas no âmbito do "Plano Badajoz", um programa ambicioso de desenvolvimento da agricultura da região de Badajoz originalmente delineado no início do século XX e concretizado durante a ditadura franquista entre 1952 e 1975. Gévora foi projetada pelo arquiteto Carlos Arniches Moltó. Em grande parte devido aos preços de habitação mais baixos do que no centro de Badajoz, tem vindo a transformar-se num dormitório daquela cidade[carece de fontes?] e a população não tem parado de crescer desde 2000, quando tinha 1 589 habitantes, 30% menos do que em 2013. É a localidade com maior população no município a seguir a Badajoz.